# Antonio de Berrío
Antonio de Berrío (Segovia, España, 1527 - Santo Tomé de Guayana, Provincia de Guayana, Imperio Español, 1597) fue un militar, gobernador y explorador español que participó en la conquista de América. Fundó San José de Oruña y Santo Tomé de Guayana (actual Ciudad Bolívar) y organizó tres expediciones en busca de El Dorado. Actualmente Santo Tomé de Guayana es Ciudad Guayana y no Ciudad Bolívar. La actual Ciudad Bolívar fue fundada con el nombre de Angostura del Orinoco.

## Biografía
Antonio de Berrío comenzó su carrera militar a los 14 años al servicio del rey Carlos I en Flandes y entró por primera vez en combate en la batalla de Marciano, que terminó con la toma de Siena. Luego fue destinado a la luchar en las costas africanas contra los bereberes y en la rebelión de las Alpujarras frente a los moriscos sublevados. Finalizado el conflicto en las sierras de Granada, fue destinado ya como capitán de una compañía de caballería a la vigilancia de las costas granadinas. Después fue nombrado gobernador de las Alpujarras.
Ya como gobernador, Berrío se casó con María de Oruña, sobrina materna del fundador de Bogotá, Gonzalo Jiménez de Quesada. Este falleció en 1579. Berrío recibió la noticia por el Correo de las Indias en 1580, ya de 53 años. Heredó los títulos y bienes de Jiménez de Quesada, entre ellos el de gobernador de El Dorado. En 1584 se embarcó en su primera expedición en busca de El Dorado.

### En España
El capitán Berrío llegó desde tierras italianas poco después de alzarse los moriscos alpujarreños, en donde tuvo una campaña militar muy notable al lado de su futuro suegro, el coronel Hernando de Oruña. Tras la expulsión de los alzados,  quedó como capitán de varios presidios ejerciendo labores de escolta y protección, y en 1571 se le encomendó la inspección de las defensas fortificadas de la costa del reino de Granada. Durante aquel año elaboró un concienzudo memorial sobre el estado de las torres litorales y fortificaciones acompañado del arquitecto mayor Pedro Machuca. Posteriormente repobló en la localidad de Berja con 10 suertes de población, siendo el vecino más aventajado de aquella localidad almeriense, donde adiestró al vecindario para la defensa y en la que ejerció la capitanía militar.
Marchó a las Indias en 1580 para hacerse cargo de la herencia del tío de su esposa, el conquistador Jiménez de Quesada. Le acompañó, entre otros, el escribano virgitano Gaspar de Ávila, que después ejerció también este oficio en Santa Fe de Bogotá. Al cuidado de sus propiedades en Berja se quedó su cuñado Andrés Velasco, repoblador de Berja y sobrino político del conquistador, el cual ejerció de capitán de caballos de la defensa de la costa. Le siguió un nutrido grupo de parientes y vecinos de Berja, que quedaron de pobladores en el virreinato. Entre sus hijos nacidos en Berja estaba Fernando de Berrío y Oruña, que marchó con su padre a las Indias.

### En América
Entre 1583 y 1589 llevó a cabo sus dos primeras expediciones, internándose por los Llanos colombianos y el Alto Orinoco. En 1590 inicia su segunda expedición y surca el Orinoco aguas abajo hasta alcanzar el Caroní. Allí edifica el fortín de Santo Tomé, sitio fundacional de la actual Ciudad Guayana, a dos leguas exactas de la margen derecha del Caroní, donde tomó posesión de este último en nombre del rey Felipe II. Cree haber encontrado el paso que buscaba hacia El Dorado, pero para poder continuar con la expedición, necesitaba hombres y víveres. Por eso parte hacia isla de Margarita en marzo de 1591. Antes pasa por Trinidad, la cual consideró una buena base futura para las siguientes exploraciones y donde le comunicaron el fallecimiento de su esposa. 
En 1595 tenía 68 años y solicitó desde allí a la Corona 300 hombres, víveres y dinero para seguir buscando El Dorado. En abril de 1595 llegaron dos barcos a Trinidad, pero no con los refuerzos solicitados, pues eran barcos ingleses al mando de Walter Raleigh. Este también buscaba El Dorado y tenía como objetivo luchar contra los españoles, a quienes consideraba defensores de una tiranía imperial.
Raleigh asaltó y quemó San José de Oruña, fundada por el lugarteniente y comisionado de Berrío Domingo de Vera Ibargoyen y defendida por 28 soldados. Aunque primero les ofreció vino, luego mató a los dos grupos de emisarios de Berrío. En San José, mató a otros 12 españoles y tomó como rehenes a Berrío y a Álvaro Jorge, el anciano de 75 años que había sido su delegado en el tercer viaje. Luego le quitó las cartas que le había escrito al rey y trató en vano de localizar El Dorado remontando el Orinoco, con Berrío como guía. Cuando vio las cataratas del Caroni, se declaró "muy mal andarín" y sus compañeros tuvieron que alentarle a continuar. Después regresó a Trinidad y liberó a Berrío hacia finales de junio de 1595 en las costas de Cumaná.
En 1596 organizó su tercer y último viaje, pero no pudo ir más allá de Venezuela porque se vio involucrado en disputas territoriales con el gobernador Vides de Cumaná.
Berrío falleció a los 70 años en Santo Tomé, fundada por él mismo, en 1597, pocos días después de que su hijo Fernando de Berrío llegara con los refuerzos de tropas, víveres y dinero que había solicitado. Su hijo siguió buscando El Dorado. En cuanto a Raleigh, escribió Descubrimiento del grande, rico y bello imperio de Guayana en el que cuenta su expedición con Berrío. Raleigh solo pudo aportar el libro, nada de oro, lo que le valió una condena a muerte por Jacobo I, sucesor de la fenecida Isabel I, que quedó en suspenso por una prisión indefinida en la Torre de Londres.